# Musikjahr 1652
Liste der Musikjahre

◄◄ | ◄ | 1648 | 1649 | 1650 | 1651 | Musikjahr 1652 | 1653 | 1654 | 1655 | 1656 | ► | ►►

Weitere Ereignisse
Dieser Artikel behandelt das Musikjahr 1652.

## Ereignisse
- 17. Januar: Uraufführung des Dramas L’Eritrea von Francesco Cavalli im Teatro Sant’Apollinare in Venedig.
- 21. Dezember: Uraufführung des Dramas Veremonda, l’amazzone di Aragona von Francesco Cavalli im Palazzo Reale in Neapel.
- Adam Drese wird Hofkapellmeister bei Wilhelm IV. von Sachsen-Weimar.
- Giovanni Antonio Pandolfi Mealli wird Mitglied der Innsbrucker Hofmusik.

## Instrumental- und Vokalmusik (Auswahl)
- Henry Du Mont – Cantica sacra (Sammlung geistlicher Werke)
- Denis Gaultier – Le Rhétorique des Dieux (Sammlung mit 56 Lautenwerken)

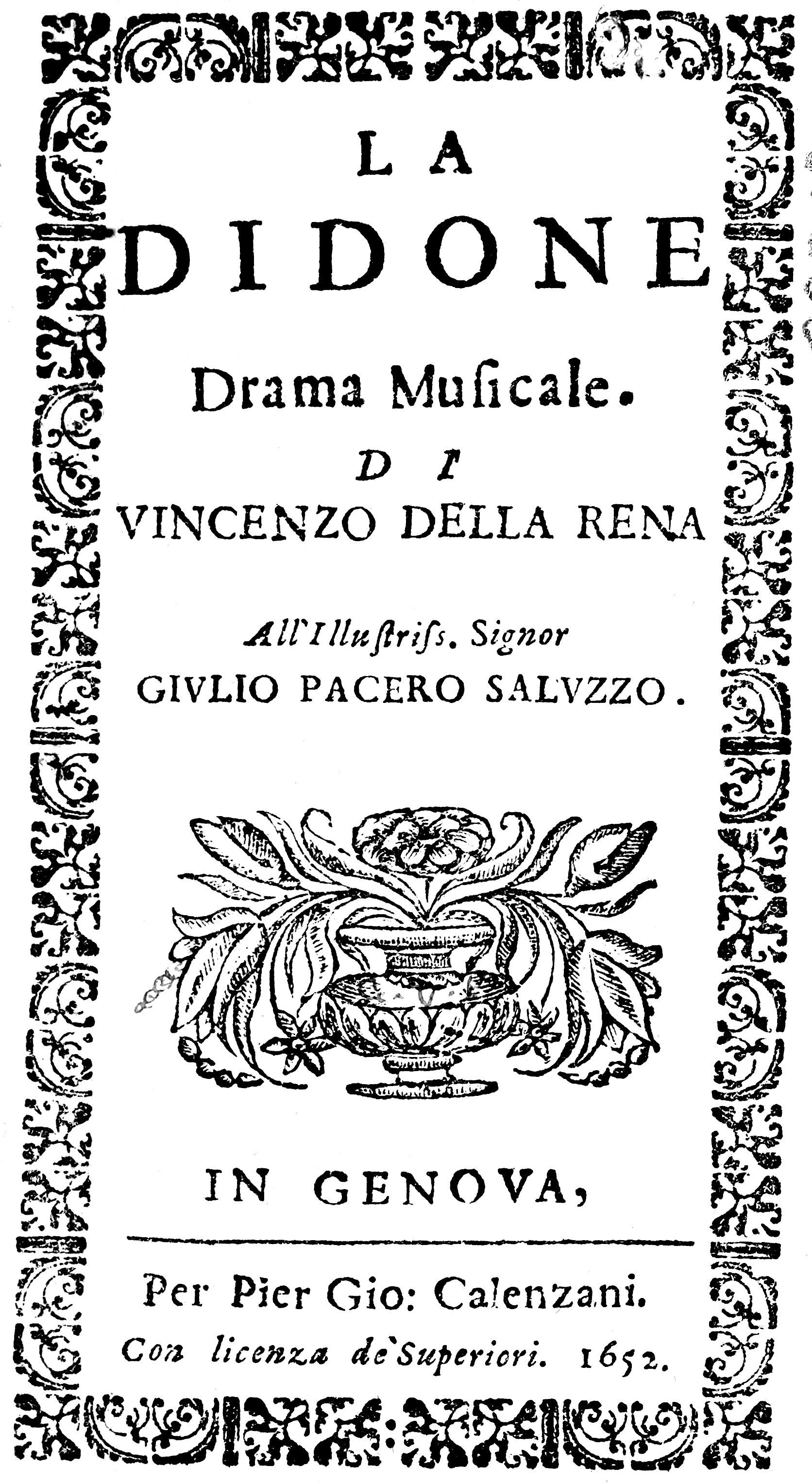
Francesco Cavalli – Didone Titelseite des Librettos, Genua 1652

## Musiktheater
- Antonio Bertali – Niobe
- Francesco Cavalli
  - L’Eritrea
  - Veremonda, l’amazzone di Aragona

## Geboren

### Geburtsdatum gesichert
- 07. Januar: Johann Krieger, deutscher Organist und Komponist († 1735)
- 07. April: Michael Telonius, deutscher Organist, Komponist und Librettist († 1714)
- 17. April (getauft): Johann Matthäus Abbrederis, österreichischer Orgelbauer († nach 1725)
- 28. April: Magdalena Sibylla von Hessen-Darmstadt, Regentin des Herzogtums Württemberg und Kirchenliederdichterin († 1712)
- 14. Mai: Johann Philipp Förtsch, deutscher Komponist, Staatsmann und Arzt († 1732)
- 13. Oktober: Johann Heinrich Kittel, deutscher Organist, Komponist und Musikpädagoge († 1682)

### Genaues Geburtsdatum unbekannt
- John Abell, schottischer Lautenist und Komponist († 1724)

## Gestorben

### Todesdatum gesichert
- 17. Februar: Gregorio Allegri, italienischer Sänger und Komponist (* 1582)
- 00. März: Giovanni Battista Crivelli, italienischer Komponist, Organist und Kapellmeister (* um 1590)
- 20. oder 21. April: Pietro Della Valle, italienischer Reisender, Reiseschriftsteller und Komponist (* 1586)
- 24. Juli: Johann Weichmann, deutscher Komponist und Musikdirektor in Königsberg (* 1620)
- 16. September: Dirck Janszoon Sweelinck, niederländischer Organist und Komponist (* 1591)
- 00. November: Charles Fleury, französischer Lautenist (* um 1605)
- 12. Dezember: Adam Thebesius, deutscher Pfarrer und Kirchenlieddichter (* 1596)
- 17. Dezember: Filipe de Magalhães, portugiesischer Komponist (* um 1571)

### Genaues Todesdatum unbekannt
- Kaspar Förster der Ältere, Danziger Kapellmeister (* um 1574)

### Gestorben nach 1652
- Giovanni Battista Abatessa, italienischer Komponist und Gitarrist (* vor 1627)